# Southwest City
Southwest City è un comune degli Stati Uniti d'America situato nella Contea di McDonald, nello Stato del Missouri.
Southwest City ("Città del sud-ovest") si trova nell'estremo sud-occidentale dello Stato e, secondo il censimento del 2000, aveva uno popolazione di 855 abitanti.